# Castillo de Kamenz
El castillo de Kamenz es un castillo situado en Kamieniec Ząbkowicki (en alemán, Kamenz), actualmente en Polonia, a 60 kilómetros de Breslavia.

## Historia
La futura reina de los Países Bajos, nacida princesa Guillermina de Prusia, adquiere en 1812 el dominio de la antigua abadía, anteriormente secularizada por su hermano Federico Guillermo III de Prusia. Su hija, la princesa Mariana de Orange-Nassau, esposa del Príncipe Alberto de Prusia, hizo construir el castillo en estilo neogótico según los planes de Karl Friedrich Schinkel. El castillo se presenta bajo la forma de un gran cuadrilátero almenado con cuatro torres en sus ángulos. Sus hijos nacen aquí. Después del divorcio con el príncipe Alberto, ella permanecerá en al castillo de Reinhartshausen en el Rheingau. El imponente castillo permanece en posesión de la familia Hohenzollern, hasta su expulsión por el Ejército rojo en 1945. Después de la Conferencia de Potsdam, Silesia es concedida a Polonia y sus habitantes alemanes, que se convierten en personas desplazadas, son expulsados.
El castillo es incendiado en 1945 y trabajos parciales de restauración tienen lugar a partir de 1995.

## Galería

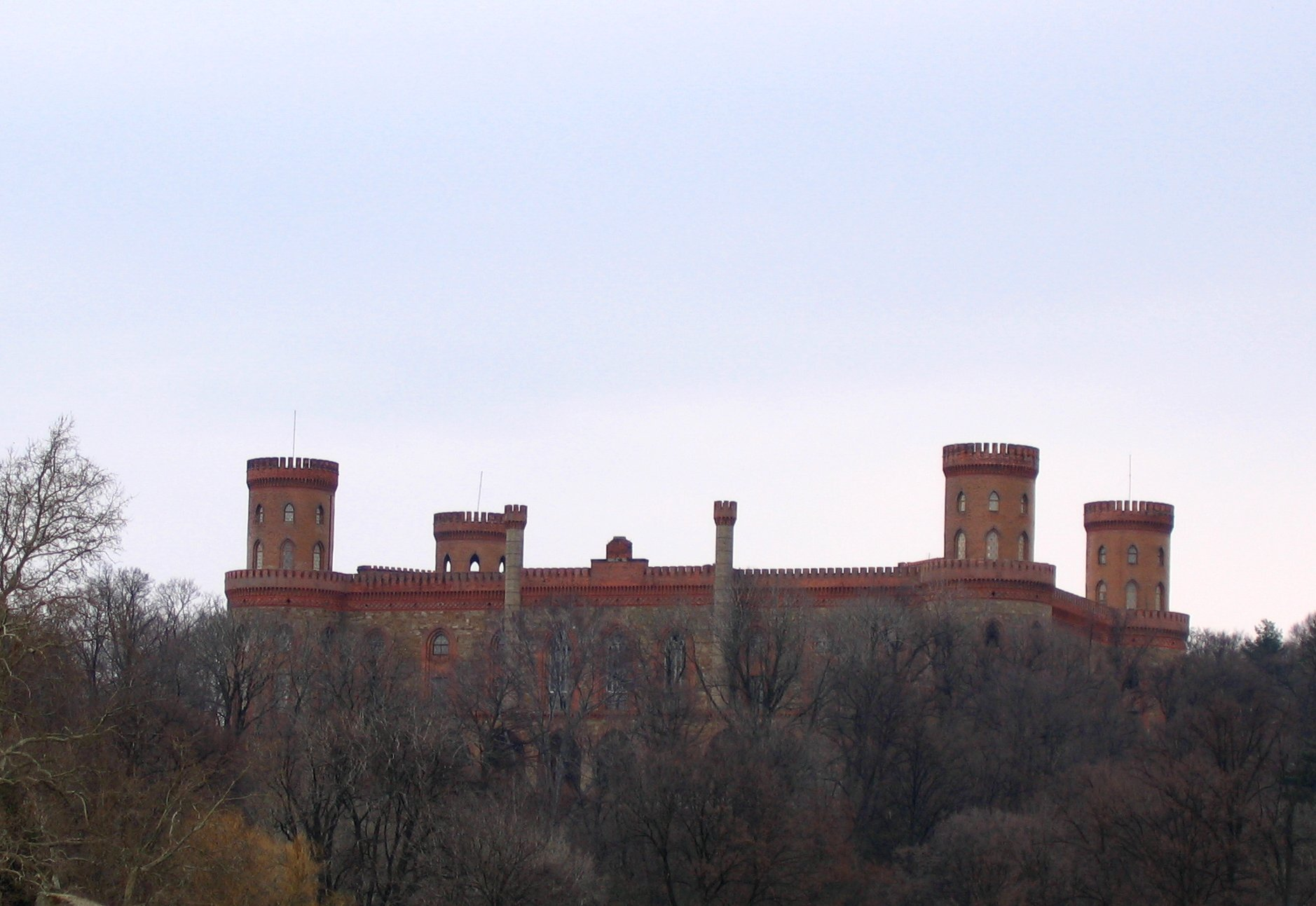
Vista del castillo
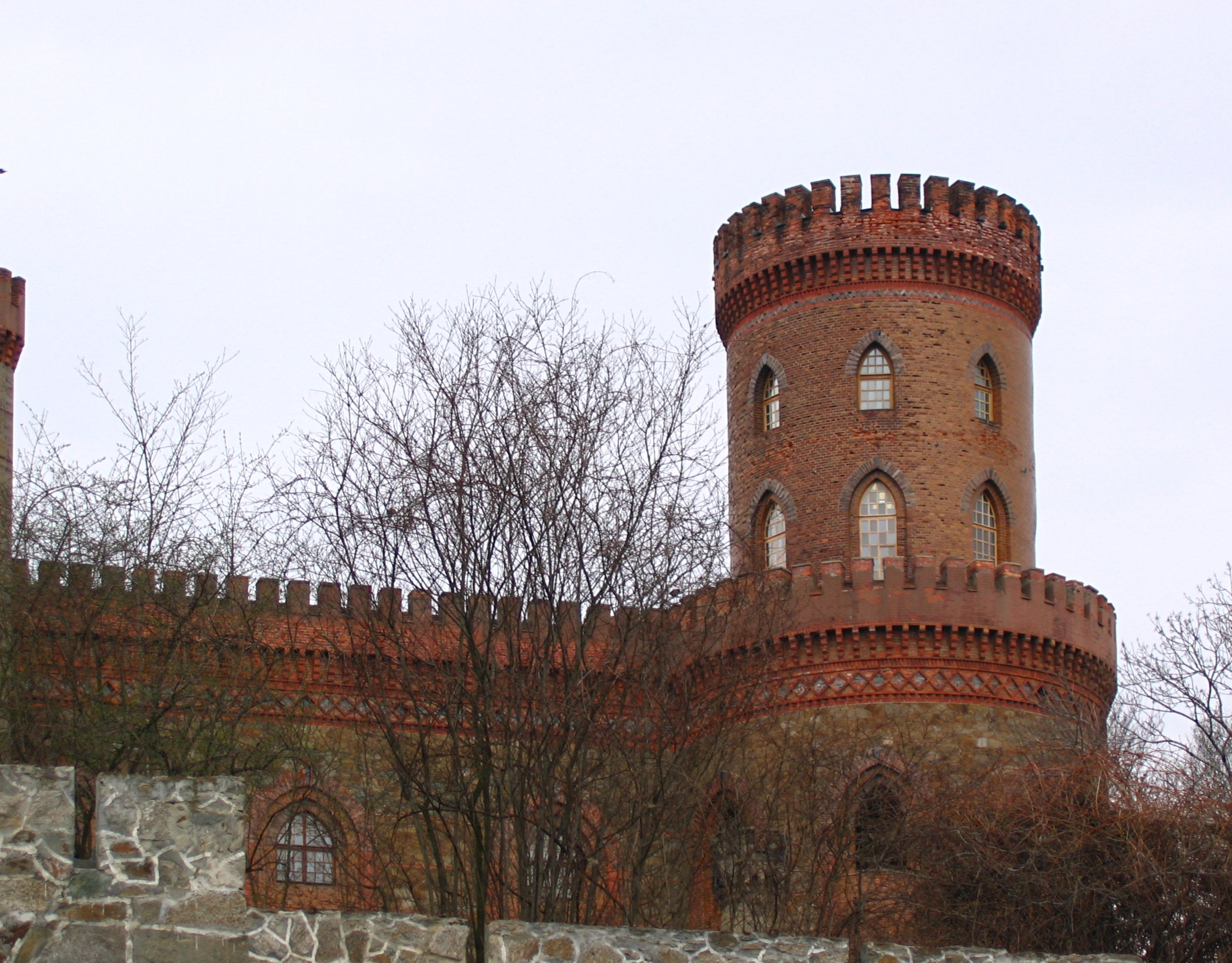
Vista de una torre en invierno
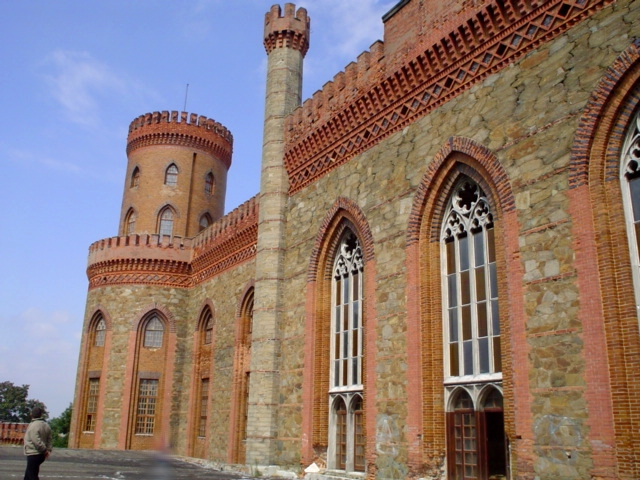
Fachada del castillo
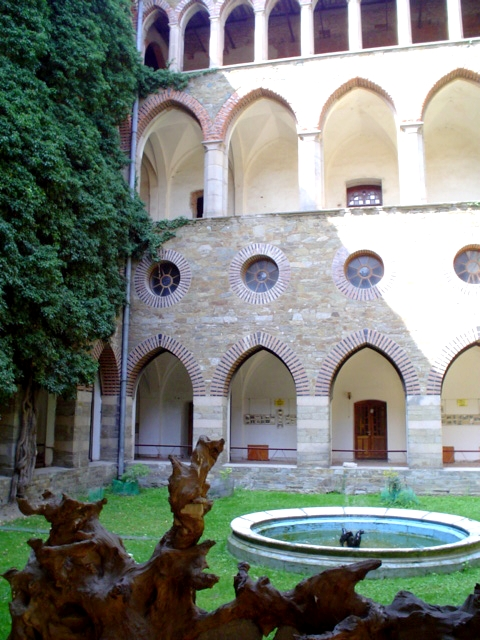
Vista del patio interior
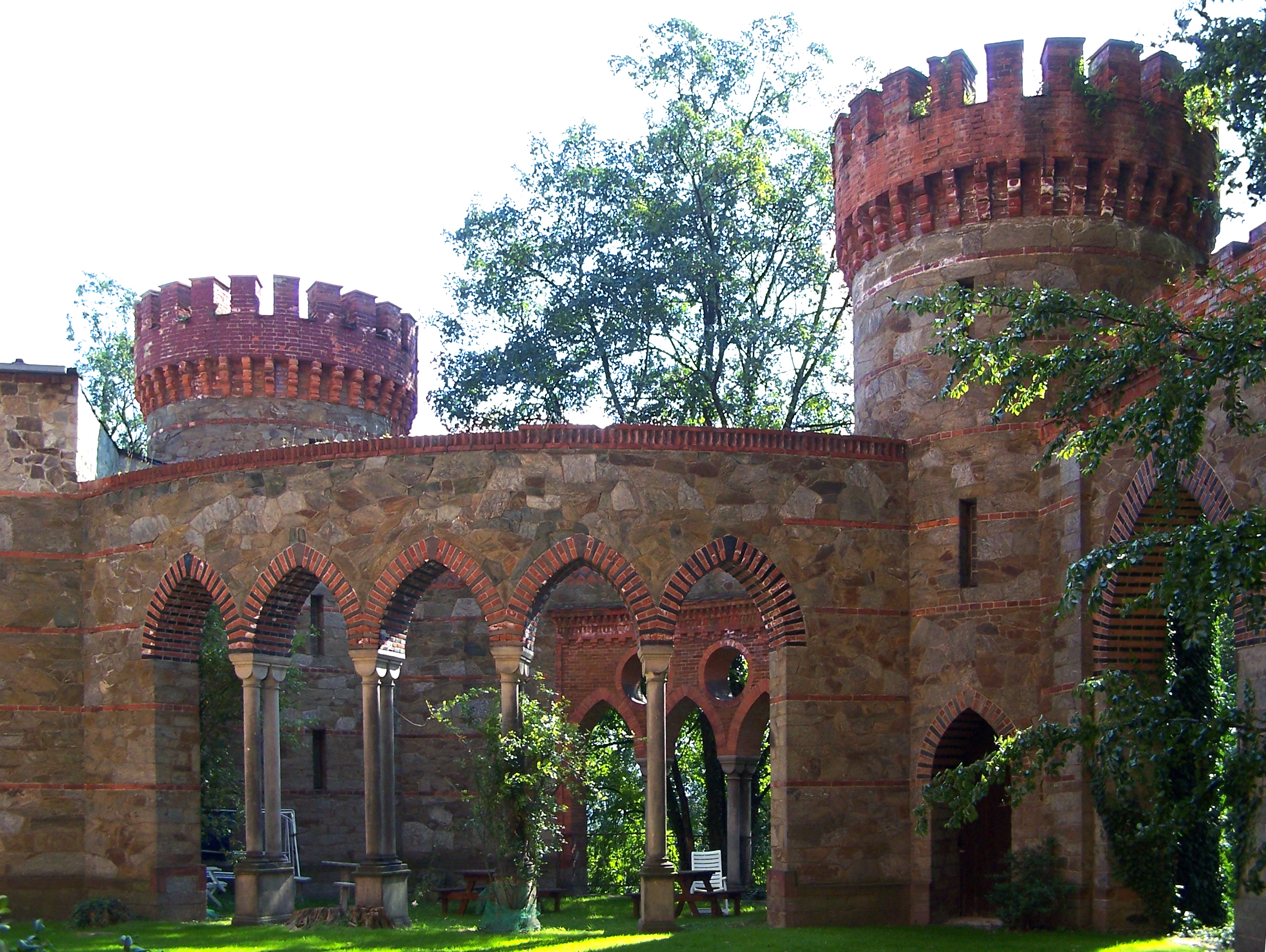
Torres desde el jardín
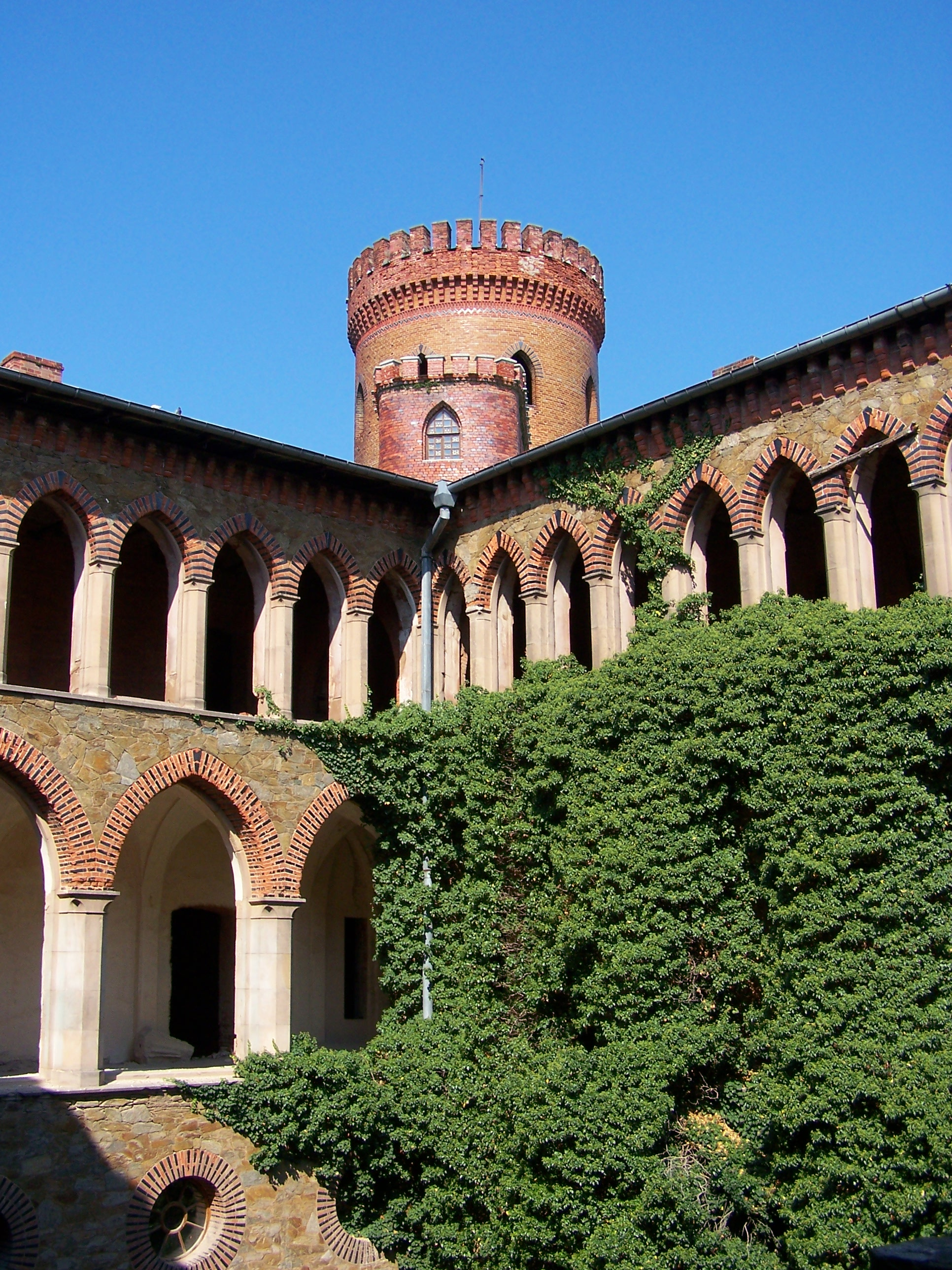
Vista de las galerías

- Datos: Q2241816
- Multimedia: Kamieniec Ząbkowicki Castle / Q2241816